# Octobre 1938

## Événements
- Devant l'avance japonaise, Tchang Kaï-chek transporte de Nankin la capitale à Hankou puis à Chongqing dans le Sichuan.
- L'Allemagne réclame Dantzig.
- La Pologne annexe Teschen.
- Construction du camp de Ravensbrück.

- 2 octobre : premier vol du chasseur français Dewoitine D.520.

- 3 octobre : Churchill prononce un violent réquisitoire contre les accords de Munich.

- 4 octobre : 
  - Édouard Daladier rompt avec les communistes ; fin du Front populaire.
  - Le Parlement ratifie les accords de Munich et donne les  pleins pouvoirs au gouvernement Daladier.

- 5 octobre : démission du président de Tchécoslovaquie Edvard Beneš et du Premier ministre Syrovy. Un nouveau gouvernement de droite est formé par le président Emil Hácha. Cela marque la fin de la Première République tchécoslovaque et le début de la Seconde République tchécoslovaque.

- 7 octobre, France :  Maurice Thorez dénonce les accords de Munich.

- 11 octobre : premier vol du chasseur bimoteur britannique Westland Whirlwind.

- 14 octobre :  
  - Hermann Göring annonce l'aryanisation des biens juifs et l'internement de ceux-ci en camp de travail.
  - Premier vol du chasseur américain Curtiss P-40 Warhawk.

- 19 octobre : état de siège à Jérusalem. Les Britanniques occupent la ville.

- 21 octobre :  les troupes japonaises occupent Canton.

- 22 octobre :  
  - Chester Carlson invente la xérographie (photocopie).
  - Gabriel Puaux, haut-commissaire français en Syrie. Il refuse de tenir compte des avis du Parlement sur les amendements acceptés par Jamil Mardam Bey. Il promulgue des arrêtés modifiant les statuts personnels de populations, autorisant ainsi un musulman à changer de religion ou une musulmane à épouser un non-musulman, ce qui entraîne une forte agitation populaire. Le Premier ministre de Syrie Jamil Mardam Bey démissionne le 18 février 1939 et un nouveau gouvernement issu du bloc national lui succède.
  - Mario Pezzi décroche le record d'altitude en avion avec 17 083 m sur Caproni Ca.161 bis.

- 25 octobre : Incendie volontaire de la ville de Changsha en Chine.

- 27 octobre : 
  - le congrès du Parti radical met fin au Front populaire.
  - début de la Polenaktion, expulsion massive des Juifs polonais par le Troisième Reich.

- 28 octobre : incendie des Nouvelles Galeries à Marseille.

- 29 octobre : parade d'adieux des volontaires étrangers des Brigades internationales à Barcelone, marquée par un célèbre discours de la Pasionaria, Dolores Ibárruri.

- 30 octobre : 
  - L'adaptation radiophonique de la Guerre des Mondes de H. G. Wells par Orson Welles provoque la panique des auditeurs. L'invasion des martiens est d'un tel réalisme que des milliers de gens prennent panique et fuient leur domicile.
  - Guerre d'Espagne : contre-offensive franquiste sur l'Ebre.

## Naissances
- 6 octobre : Sara Jordan Powell, chanteuse américaine de jazz, soul et gospel.
- 10 octobre : Oleg Gordievsky, espion soviétique, agent double pour le Royaume-Uni († 21 mars 2025).
- 12 octobre : Philippe Bruneau, acteur et scénariste français.
- 13 octobre : Christiane Hörbiger, actrice autrichienne († 30 novembre 2022).
- 14 janvier : Melba Montgomery, chanteuse américaine de musique country († 15 janvier 2025).
- 15 octobre : Fela Kuti, musicien et activiste nigérian († 2 août 2022).
- 17 octobre : Evel Knievel, cascadeur américain († 30 novembre 2007).
- 18 octobre : 
  - Guy Roux, joueur et entraîneur de football français.
  - Dawn Wells, actrice américaine († 30 décembre 2020).
- 20 octobre : César Isella, compositeur argentin († 28 janvier 2021).
- 24 octobre : Walter Kappacher, écrivain autrichien († 24 mai 2024).
- 26 octobre : Bernadette Lafont, actrice († 25 juillet 2013).
- 27 octobre : Tim Ralfe, journaliste.
- 28 octobre : Anne Perry, écrivaine britannique († 10 avril 2023).
- 29 octobre :
  - Ralph Bakshi, cinéaste américain d'origine palestinienne.
  - Ellen Johnson-Sirleaf, économiste et femme politique, Présidente du Liberia.
- 31 octobre : Jean-Pierre Aïfa, homme politique français.

## Décès
- 22 octobre : Sir Robert Mond, chimiste, industriel et archéologue britannique (° 9 septembre 1867).
- 23 octobre : Alphonse Baugé, coureur cycliste français (° 2 août 1873).
- 24 octobre : Ernst Barlach, sculpteur allemand dont de très nombreuses œuvres ont été détruites par les nazis.
- 31 octobre : Robert Woolsey, acteur américain (° 14 août 1888).